# Villa de Ramos
Villa de Ramos är en kommun i Mexiko.   Den ligger i delstaten San Luis Potosí, i den centrala delen av landet, 500 km nordväst om huvudstaden Mexico City.
Följande samhällen finns i Villa de Ramos:
- Los Zacatones
- Dulce Grande
- Salitral de Carrera
- Yoliátl
- Noria del Gato
- San Cipriano
- El Naranjal
- San Pablo
- Nuevo San Francisco
- El Duraznillo
- Lagunillas
- San Pedro del Saltito
- Valle de San Juan
- Rancho Nuevo
- La Hediondilla